# Kuzma Minin

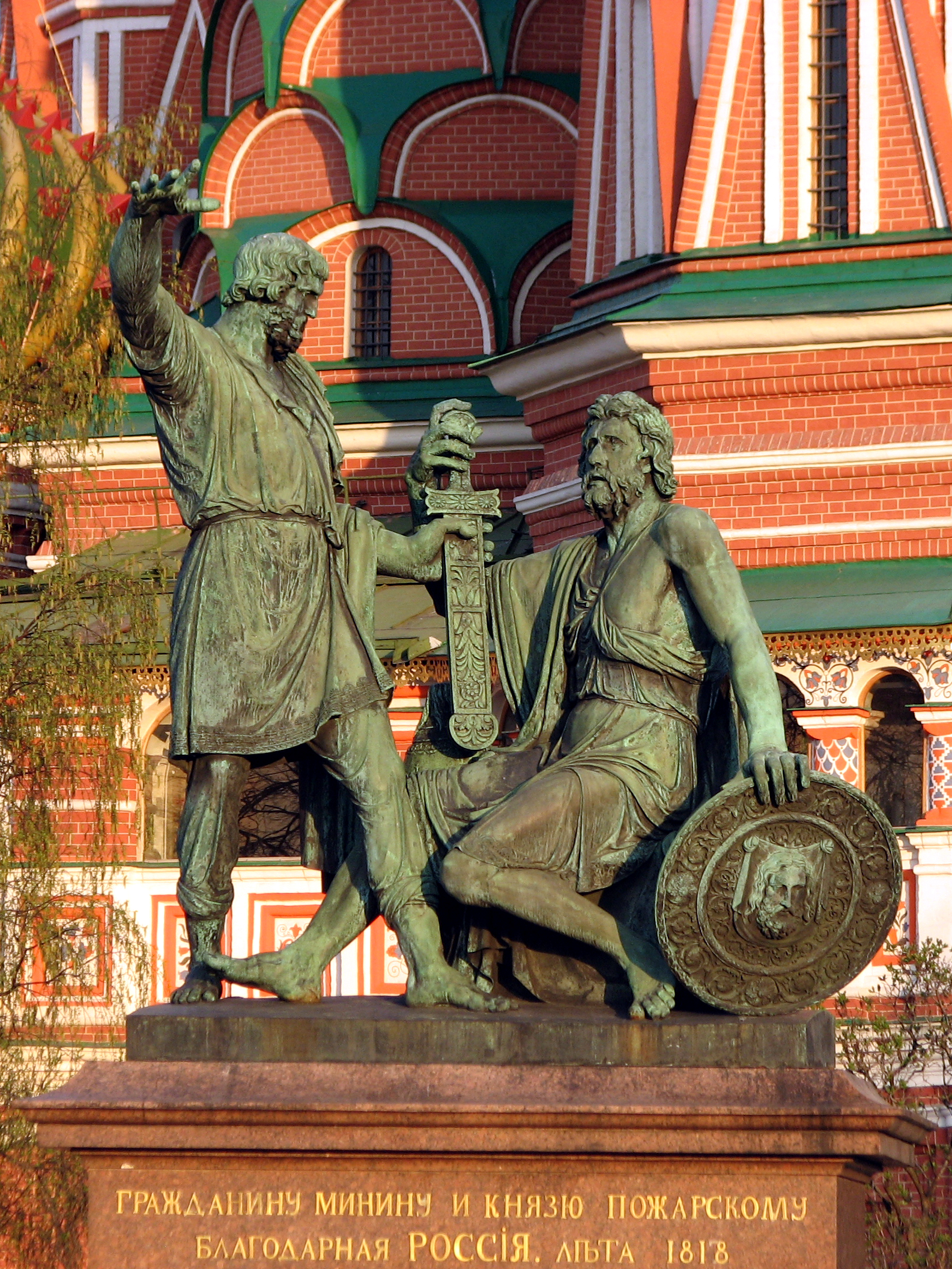
Monumentet framför Vasilijkatedralen på Röda torget hyllar Kuzma Minin och Dmitrij Pozjarskij.

Kuzma Minin (ryska Кузьма Минин), med tillnamnet Suchorukij (ryska Сухору́кий), död 1616, var en rysk nationalhjälte. 
Hans födelseår och tidigare öden är okända, men mot slutet av den ryska orostiden i början av 1600-talet levde han som slaktare i staden Nizjnij Novgorod. År 1611, då polackerna lagt under sig Moskva och en god del av Ryssland, utan att i längden möta ett organiserat motstånd, blev han gripen av en nyvaknande nationell rörelse och framträdde som energisk förespråkare för bildandet av ett nytt lantvärn. Redan på hösten 1611 började han samla medel till underhåll av ett sådant, och sedan furst Dmitrij Pozjarskij övertagit den rent militära organisationen och (i februari 1612) brutit upp från Nizjnij Novgorod, trädde han vid dennes sida som krigskommissarie. Om hans följande verksamhet är föga känt, men efter det nationella tsardömets återupprättande (1613) blev han belönad med en hög värdighet (dumnuj dvorjanin) och med förläningar. 